# Coupe de Tunisie de water-polo masculin
La coupe de Tunisie de water-polo est l'une des principales compétitions tunisiennes de water-polo. 

## Palmarès
- 1956 : Saint-Germain Sports
- 1957 : Saint-Germain Sports
- 1958 : Avenir musulman
- 1959 : Jeunesse sportive goulettoise
- 1960 : Avenir musulman
- 1962 : Avenir musulman
- 1979 : Avenir sportif de La Marsa
- 1980 : Avenir sportif de La Marsa
- 1981 : Avenir sportif de La Marsa
- 1982 : Avenir sportif de La Marsa
- 1983 : Avenir sportif de La Marsa
- 1984 : Gazelec sport de Tunis
- 1985 : Gazelec sport de Tunis
- 1986 : Avenir sportif de La Marsa
- 1987 : Avenir sportif de La Marsa
- 1988 : Gazelec sport de Tunis
- 1989 : Espérance sportive de Tunis
- 1990 : Espérance sportive de Tunis
- 1991 : Espérance sportive de Tunis
- 1992 : Espérance sportive de Tunis
- 1993 : Espérance sportive de Tunis
- 1994 : Club africain
- 1995 : Club africain
- 1996 : Club africain
- 1997 : Club africain
- 1998 : Club africain
- 1999 : Club africain
- 2007 : Club africain
- 2008 : Sport nautique bizertin
- 2011 : Club de natation de Ben Arous
- 2012 : Club de natation de Ben Arous